# Marquesado de la Villa de Pesadilla
El Marquesado de la Villa de Pesadilla es un título nobiliario español creado el 3 de marzo de 1699 por Carlos II a favor de Isidoro Garma de la Puente, con la denominación de Marquesado de la Pesadilla, que más tarde fue cambiada por la de Marquesado de la Villa de Pesadilla, que es la actual y oficial denominación. Su nombre se refiere a la villa despoblada de Pesadilla, situada en el municipio madrileño de San Sebastián de los Reyes. La actual marquesa de la Villa de Pesadilla es Elena de Carranza y Churruca.

## Marqueses de la Villa de Pesadilla
- Isidoro Garma de la Puente (n. en 1647), I marqués de la Pesadilla, (antigua denominación). Le sucedió el hijo de su hermano Felipe Garma y de la Puente (1647-1717), por tanto su sobrino:

- Joaquín Garma y Novia de Salcedo (1691-1752), II marqués de la Pesadilla. Le sucedió su hija:

- Antonia Garma y Barrenechea (1726-1803), III marquesa de la Pesadilla. Le sucedió su hija:

- Teresa Zafra y Garma (1767-1814), IV marquesa de la Pesadilla. Le sucedió la hermana del segundo marqués, por tanto su tía abuela:

- Juana Ignacia Garma y Novia de Salcedo (1684-1789), V marquesa de la Pesadilla. Le sucedió su hija:

- María Teresa Tabares y Garma (f. en 1833), VI marquesa de la Pesadilla. Le sucedió su hijo:

- José María Montalvo y Tabares (1786-1842), VII marqués de la Pesadilla. Le sucedió, en 1850, su nieto (hijo de su hija María de la Paz Montalvo y Curiel (1811-1840):

- Luis María González de la Torre y Montalvo (1827-1900), VIII marqués de la Pesadilla.

Rehabilitado en 1917 (con la nueva denominación), por:
- Ramón de Carranza y Fernández de la Reguera (1863-1937), IX marqués de la Villa de Pesadilla.

1. Casó con Josefa Gómez y Aramburu. Le sucedió su hijo:

José León de Carranza y Gómez-Pablos, X Marques de Villa de Pesadilla, al que sucedió , tras su fallecimiento, su hermano:
- Ramón de Carranza y Gómez Aramburu, XI marqués de la Villa de Pesadilla, V marqués de Soto Hermoso (rehabilitado a su favor en 1923).

1. Casó con María Antonia de Vilallonga y Cárcer II condesa de Montagut Alto. Le sucedió su hijo:

- José Luis de Carranza y Vilallonga, XII marqués de la Villa de Pesadilla desde 2002, III conde de Montagud Alto (desde 1957) (n.1929).

1. Casó con Pilar Güell y Martos.